# 科莱恩
科莱恩（德語：Clariant AG）是一家瑞士化学工业公司，主要生产特种化学品。

## 历史
1995年由于山德士和汽巴-嘉基公司合并成为诺华，而从山德士业务中剥离出来成为一家独立公司，总部位于瑞士巴塞尔乡村州穆滕茨。同年在瑞士证券交易所挂牌上市。2017年5月22日宣布和美国化工公司亨斯迈合并，因为遭到股东反对，同年10月27日宣布终止双方提出的对等合并计划。